# José García Hernández
Pour les articles homonymes, voir García et Hernández.
José García Hernández, né le 19 mars 1915 à Guadalajara et mort le 5 février 2000 à Madrid, est un homme politique espagnol.

## Biographie
Il est ministre du gouvernement et 1er vice-président du Quinzième et dernier gouvernement de Francisco Franco.